# 아드리안 카르도소
아드리안 카르도소(Adrian Cardoso, 1991년 11월 19일 ~ )는 멕시코 태생의 스페인의 남자 모델이다.